# Seksagesimalsystem
Sexagesimalt (base 60) er et talsystem med 60 som grundtal. 
Det stammer fra sumererne i det 3. årtusinde f.Kr., videreført til babylonerne. I modificeret form er talsystemet forsat i brug inden for måling af tid, vinkler og for geografiske koordinater.
Tallet 60 er et sammensat tal og har hele tolv faktorer: 1, 2, 3, 4, 5, 6, 10, 12, 15, 20, 30, 60. Af disse er 2, 3, og 5 primtal. Med så mange faktoriseringsmuligheder er mange brøker af sexagesimale tal ganske enkle. For eksempel kan en time deles i hele antal af 30 minutter, 20 minutter, 15 minutter etc. 60 er også det mindste tal, som er deleligt med alle tal fra 1 til 6. 

## Moderniseret notation
Den østrigsk-amerikanske matematiker og vitenskabshistoriker Otto Eduard Neugebauer indførte i 1930-erne en notation baseret på normale tal. Han brugte semikolon som decimalskilletegn og komma til at skille positionerne.
Eksempel:
15,32;7,57 betyder i titalssystemet 15·60+32+7/60+57/3600